# یواس‌اس بکستر (ای‌پی‌ای-۹۴)
یواس‌اس بکستر (ای‌پی‌ای-۹۴) (به انگلیسی: USS Baxter (APA-94)) یک کشتی بود که طول آن 468 ft 8 in بود. این کشتی در سال ۱۹۴۳ ساخته شد.